# Zemětřesení v Peru 2018
K zemětřesení v Peru došlo 14. ledna 2018 na jihu země. Epicentrum otřesu se nacházelo asi 15 km vzdáleně od pobřeží regionu Arequipa. Zemětřesení mělo sílu 7,1 a jeho hypocentrum se nacházelo zhruba 36 km pod hladinou moře. Zemětřesení pocítili i někteří lidé v hlavním městě Peru, Limě, která byla od epicentra vzdálená zhruba 480 km.
Při otřesu zemřel minimálně 1 člověk a desítky dalších utrpěly zranění.